# Separacja (psychologia międzykulturowa)
Separacja (w psychologii międzykulturowej) jest jedną ze strategii adaptacji kulturowej w modelu akulturacji Johna Berry'ego. Jest strategią jednostkową, idącą w parze z segregacją, jako rozwiązaniem systemowym. Osoba dokonująca wyboru tej strategii odcina się od wpływów nowej i obcej kultury. Migrant organizuje swoje codzienne funkcjonowanie w ramach swojej grupy etno-kulturowej. Zachowuje kulturę kraju pochodzenia, odrzucając kulturę kraju przyjmującego. Mniejszościowa grupa etniczna w kulturze dominującej musi zapewnić wszystkie funkcje kulturowe, jak w kraju pochodzenia, co skutkuje niemalże całkowitą izolacją od szerszego społeczeństwa.